# Lithocarpus attenuatus
Lithocarpus attenuatus är en bokväxtart som först beskrevs av Sidney Alfred Skan, och fick sitt nu gällande namn av Alfred Rehder. Lithocarpus attenuatus ingår i släktet Lithocarpus och familjen bokväxter. Inga underarter finns listade.